# Area marina protetta Plemmirio
L'area marina protetta Plemmirio è un'area marina protetta che si trova sulla costa orientale di Siracusa ed è stata istituita nel 2004. È classificata come Area Specialmente Protetta di Interesse Mediterraneo.

## Territorio
Si sviluppa su un perimetro di 14,35 km di costa lungo la parte orientale della Penisola della Maddalena, con una superficie di 2.429 ettari di mare protetto. La sua punta estrema è nel capo Murro di Porco, bagnato dal golfo di Noto.
Il territorio è di grande rilevanza dal punto di vista della flora e della fauna, ma anche da un punto di vista storico. Crocevia per il passaggio delle navi e dei bastimenti di Cartaginesi, Romani e Greci, l'area del Plemmirio ospita nei fondali diversi colli d'anfora e reperti di varie epoche, compresi quelli dell'ultima guerra mondiale.
Nel 2017 è stato scoperto lungo le acque della riserva il relitto di un bombardiere inglese Vickers Wellington della seconda guerra mondiale a 36 metri di profondità. L'aereo venne abbattuto alle 2 del mattino del 9 luglio 1943 durante l'operazione Husky.

## Fauna
All'interno dell'area vivono diverse specie caratteristiche come tonni, dentici, ricciole, delfini, squali e capodogli, ricci.
Nella zona intertidale si notano interessanti trottoir a vermeti, biostrutture mediterranee simili a piccole barriere coralline.

## Criticità

### Laquerellesull'istituzione della riserva e la questione del villaggio turistico

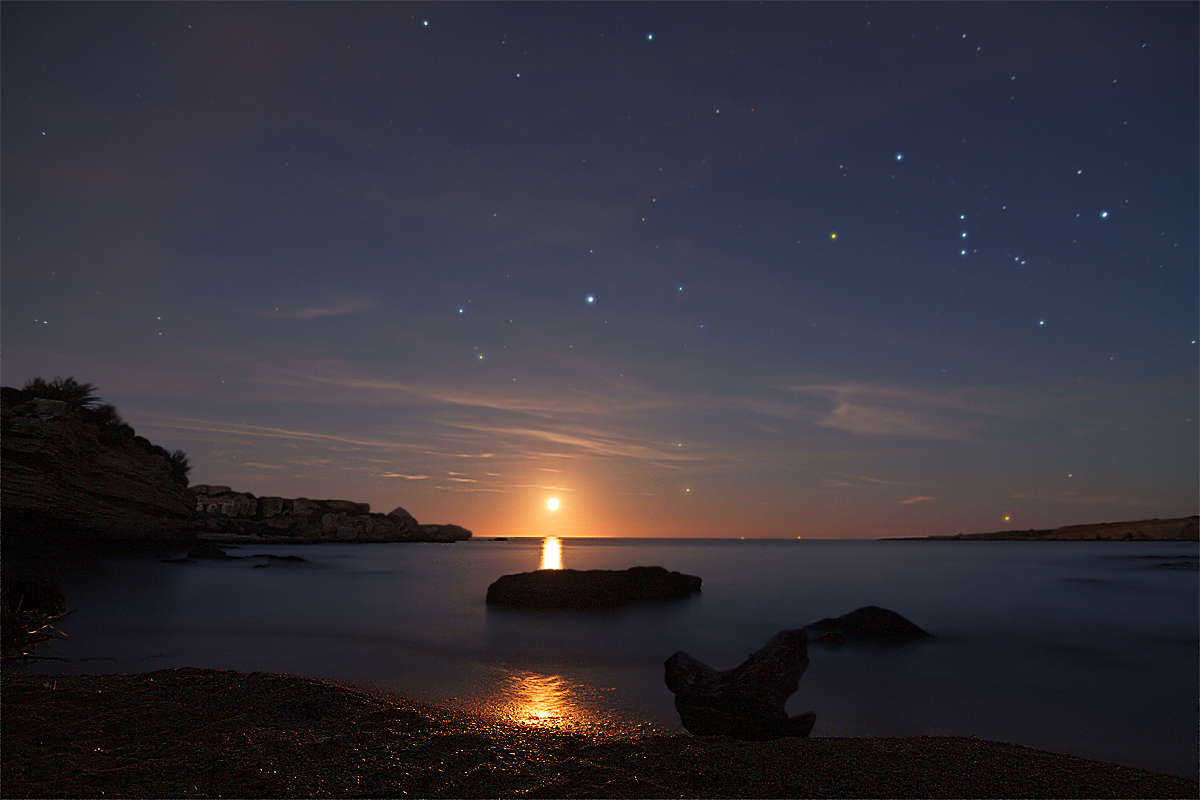
Alba Lunare - Punta Mola Plemmirio

Negli ultimi anni è sorta una polemica a causa del progetto, di una società svizzera, di costruire un villaggio turistico all'interno della Area marina Protetta. Il luogo dove dovrebbe sorgere la struttura è la cosiddetta "Pillirina" o Punta della Mola, oggetto di manifestazioni e comitati in difesa del territorio come SOS Siracusa che unisce tutte le associazioni a difesa del territorio di Siracusa. La vicenda potrà dirsi totalmente chiusa solo se verrà istituita anche la riserva terrestre che bloccherebbe di fatto qualsiasi nuovo insediamento. A tale scopo è stato girato il documentario Plemmirio l'ultima costa.
A fronte di una serie di ricorsi al TAR sia l'iter di istituzione della Riserva terrestre (promesso dall'assessore regionale entro il 2017) che le rimostranze della società Elemata che vorrebbe edificare il villaggio, a fine luglio 2017 è giunta la sentenza che di fatto annulla tutti gli avanzamenti fatti e azzera ogni atto amministrativo. Pertanto sia l'iter istitutivo che le richieste della società vanno riproposte.

### La pesca di frodo
Per quanto sia un'area protetta, il fatto stesso d'essere non troppo distante dalla città, favorisce il fenomeno della pesca di frodo di pesce e di ricci. Nonostante il contrasto da parte delle forze dell'ordine il fenomeno è vasto e di difficile soluzione rendendo di fatto il fondale un ecosistema seriamente minacciato ma fortunatamente rigenerato dopo l'istituzione dell'area marina protetta nel 2004-05.

## Documentari
- Plemmirio - l’ultima costa scritto e diretto da Antonio Caia è un documentario del 2015 che racconta l'area del Plemmirio e le sue caratteristiche naturali e storiche.

## Galleria d'immagini

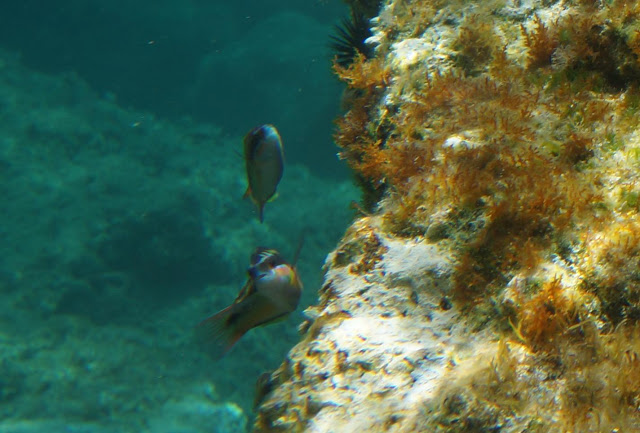
Pesci del Plemmirio
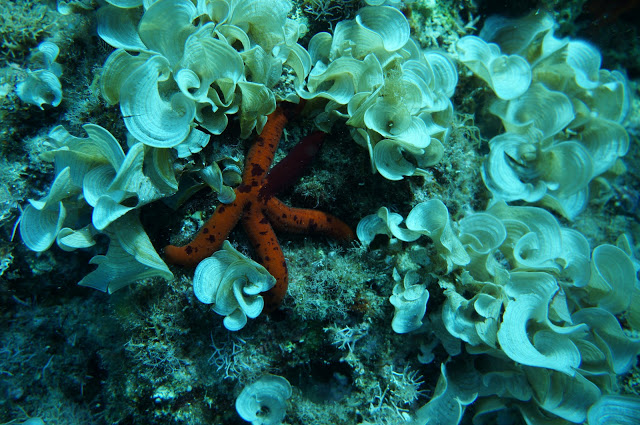
Una stella marina nel fondale
Stratificazioni fossili della roccia